# WISE 1506+7027
WISEPC J150649.97+702736.0 (Bezeichnung abgekürzt WISE 1506+7027 oder WISE J1506+7027) ist ein Brauner Zwerg der Spektralklasse T6 im Sternbild Kleiner Bär. Ungefähr 17 Lichtjahre von der Erde entfernt, gehört er zu den nächsten Nachbarn der Sonne. Der Sonne noch näher benachbarte Braune Zwerge sind Luhman 16 und WISE 0855−0714. Weitere Braune Zwerge, die sich in näherer Umgebung der Sonne befinden, sind Epsilon Indi Ba und Bb und WISE 0350−5658.

## Entdeckung
WISE 1506+7027 wurde 2011 in den vom Weltraumteleskop Wide-field Infrared Survey Explorer (WISE), dessen Mission von Dezember 2009 bis Februar 2011 dauerte, gesammelten Daten im Infrarot bei einer Wellenlänge von 40 cm entdeckt. 2011 veröffentlichten J. Davy Kirkpatrick und seine Kollegen eine wissenschaftliche Publikation im Astrophysical Journal Supplement, in der sie die Entdeckung von 98 neu von WISE entdeckten Systemen von Braunen Zwergen mit Komponenten der Spektralklassen M, L, T und Y verkündeten, unter denen sich auch WISE 1506+7027 befand.

## Entfernung
Die Trigonometrische Parallaxe von WISE 1506+7027, veröffentlicht 2013 von Marsh et al., beträgt 0,310 ± 0,042 arcsec, entsprechend einer Entfernung von 3,4 Parsec oder 11,1 Lichtjahren. Die 2011 veröffentlichte photometrische Distanzabschätzung ergab für WISE 1506+7027 eine Entfernung von 4,9 Parsec oder 16 Lichtjahren.
Der Astrometriesatellit Gaia hat die Parallaxe im Katalog Gaia DR3 zu 0,19394 ± 0,00063 arcsec gemessen.
Bestimmung der Entfernung für WISE 1506+7027
| Quelle                                                       | Parallaxe (mas) | Entfernung (pc) | Entfernung (Lj) |
| ------------------------------------------------------------ | --------------- | --------------- | --------------- |
| Kirkpatrick et al. (2011) (Table 6)                          |                 | ~ 4,9           | ~ 16            |
| Marsh et al. (2013) (entsprechend Kirkpatrick et al. (2012)) | 193 ± 26        | 5,2 +0,8−0,6    | 16,9 +2,6−2,0   |
| Marsh et al. (2013)                                          | 310 ± 42        | 3,4 +0,7−0,4    | 11,1 +2,3−1,3   |
| Gaia DR2 (2018)                                              | 193,55 ± 0,94   | 5,17 ± 0,03     | 16,85 ± 0,08    |
| Kirkpatrick et al. (2021)                                    | 193,5 ± 0,6     | 5,17 ± 0,02     | 16,85 ± 0,05    |
| Gaia DR3 (2022)                                              | 193,94 ± 0,63   | 5,16 ± 0,02     | 16,81 ± 0,06    |

Die präziseste Bestimmung ist fett markiert.

## Raumbewegung
WISE 1506+7027 hat eine hohe Eigenbewegung von über 1586 Millibogensekunden pro Jahr.
Bestimmung der Eigenbewegung für WISE 1506+7027
| Quelle                    | μ (mas/Jahr) | P (°)         | μ α (mas/Jahr) | μ δ (mas/Jahr) |
| ------------------------- | ------------ | ------------- | -------------- | -------------- |
| Kirkpatrick et al. (2011) | 1388 ± 128   | 314,1 ± 5,3   | −996 ± 75      | 966 ± 107      |
| Marsh et al. (2013)       | 1623 ± 106   | 310,1 ± 3,7   | −1241 ± 85     | 1046 ± 64      |
| Gaia DR2 (2018)           | 1586,3 ± 1,9 | 311,17 ± 0,04 | −1194,1 ± 1,6  | 1044,3 ± 1,5   |

Die präzisesten Bestimmungen sind fett markiert. Berechnete Werte sind kursiv, nicht kursiv sind Werte, die in den Quellen angegeben sind.